# Фораминиферовый ил

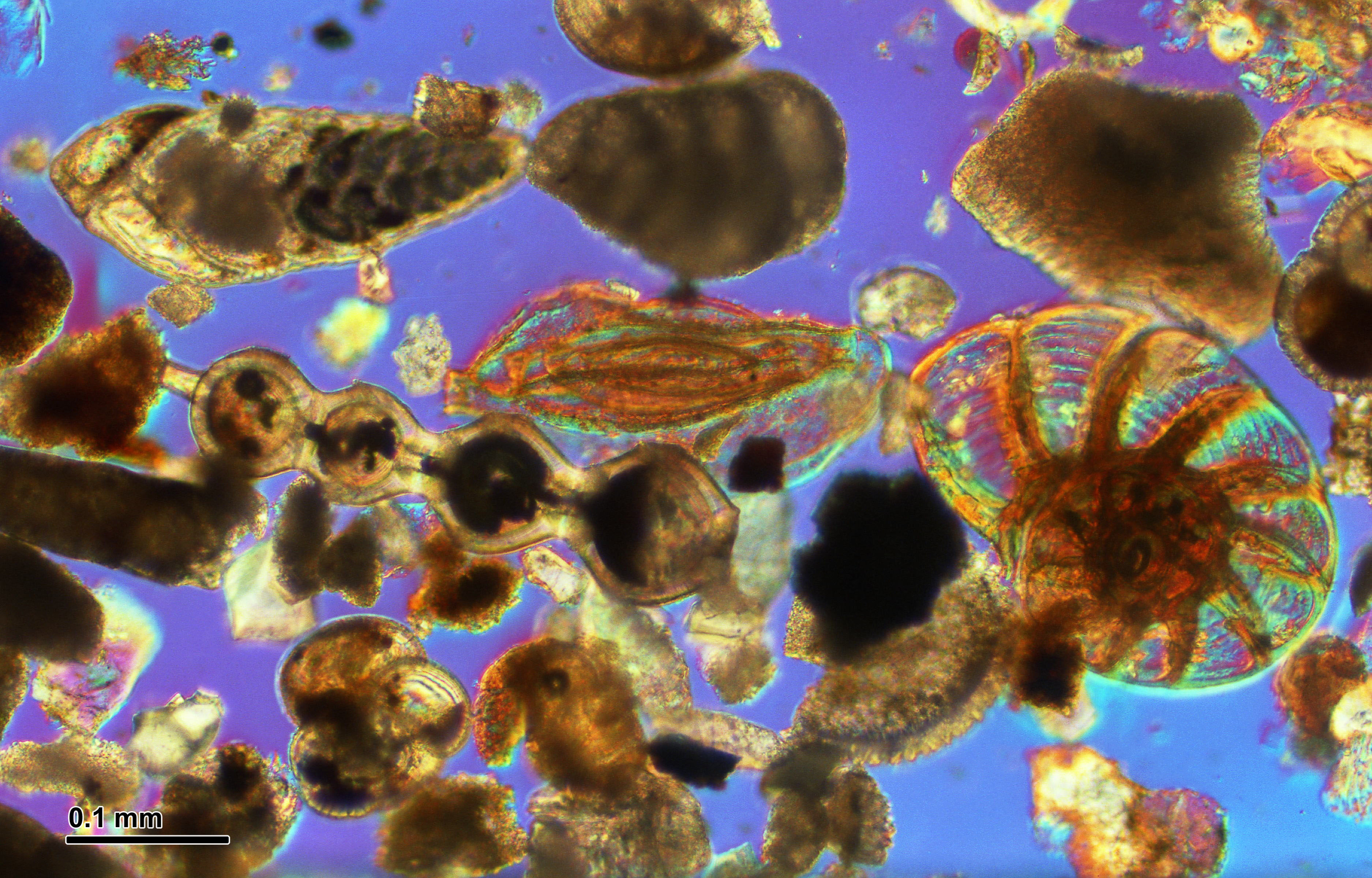
Раковины различных фораминифер под микроскопом, размер масштабной линейки 0,1 мм

Фораминиферовый ил — океанические или морские биогенные известняковые осадочные донные отложения, состоящие преимущественно из раковин (или их осколков) планктонных одноклеточных организмов фораминифер. Поскольку более половины массы этого ила составляют раковины фораминифер из рода Globigerina его ещё называют глобигери́новый ил. Является основной разновидностью известкового (карбонатного) ила. Обычно к этой разновидности ила относят осадки, содержащие более 30 % (иногда до 99 %) карбоната кальция (CaCO3). Размер зерен от тонкого ила до песка.
Фораминиферовый ил состоит из раковин нескольких родов фораминифер, помимо раковин глобигерин, составляющих более 50 % массы, в состав этого вида ила входят донные фораминиферы — 2,13 %; известковые части других организмов — 9,24 %; остатки кремнёвых организмов — 1,64 %; минеральные зёрна — 3,33 %; глинистые частицы — 30,56 %. Глобигериновый ил имеет белую, желтоватую, реже розоватую окраску.
Известковые илы покрывают около 50 % площади дна Мирового океана. При этом фораминиферовый ил занимает 65 % площади дна Атлантики и 36 % площади дна Тихого океана. Глобигериновый ил широко распространён в тропических и субтропических широтах, в открытых частях океанов и крупных морей, таких как Средиземное и Тасманово. В общей сложности он покрывает до 30 % площади ложа Мирового океана, занимая 48 540 000 км² в Атлантическом, 37 660 000 км² — в Индийском и 42 340 000 км² в Тихом океане. Скорость его накопления в среднем составляет 1,2 см в 1000 лет.
Накопление и распространение известковых илов контролируются, в первую очередь, процессами растворения карбонатных раковин в морской воде и донных осадках. Эти илы обычно отсутствуют на глубине свыше 4500 м, покрывая возвышенные формы рельефа дна океана. Связано это с положением в толще воды особой границы, называемой критическая глубина карбонатонакопления — КГл (см. лизоклин). На этой глубине скорость поступления в осадок СаСО3 уравновешивается скоростью его растворения.
Термин предложили в 1873 году Меррей и Ренар.